# Merreter
Merreter ist eine Honschaft (Ortsteil) des Stadtteils Rheindahlen-Land im Stadtbezirk West (bis 22. Oktober 2009 Rheindahlen) in Mönchengladbach.

## Geschichte
Reste einer keltischen Siedlung aus dem Jahr 700 v. Chr. wurden auf Merreter Gebiet entdeckt.